# Вернек (Німеччина)
Вернек (нім. Werneck) — громада в Німеччині, розташована в землі Баварія. Підпорядковується адміністративному округу Нижня Франконія. Входить до складу району Швайнфурт.
Площа — 73,56 км2. Населення становить 10 222 ос. (станом на 31 грудня 2020).